# De panters
De panters is een Belgische stripreeks die begonnen is in 1974 met Michel Regnier als schrijver en Edouard Aidans als tekenaar.

## Albums
Alle albums zijn geschreven door Michel Regnier, getekend door Edouard Aidans en uitgegeven door Le Lombard en Uitgeverij Helmond.
1. De tovenaar bestond niet
2. De man met de 100 gezichten
3. Race met de dood